# Amanieu IV d'Albret
Pour les autres membres de la famille, voir Maison d'Albret.
Amanieu IV d'Albret est seigneur d'Albret de 1150 environ à 1175 environ. Il succède à Bernard Ezi III.

## Biographie
Amanieu IV d'Albret succède à son père possible Bernard Ezi III comme seigneur d'Albret, seigneurie dont le nom provient de celui de Labrit. Cette succession a lieu vers 1150 : en 1156 ou avant, peut-être même en 1147.
On trouve Amanieu IV d'Albret dans l'entourage du roi d'Angleterre et duc d'Aquitaine à plusieurs reprises. Tout d'abord auprès d'Henri II en 1156, quand ce dernier confirme les privilèges de l'abbaye de La Sauve. Ensuite, en 1170 ou 1171, il fait partie de l'escorte qui accompagne Aliénor, fille d'Henri II, qui part en Castille épouser son roi Alphonse VIII. Amanieu IV d'Albret figure enfin auprès de Richard Cœur de Lion, en 1174 quand celui-ci confirme les privilèges de l'abbaye de Sainte-Croix. Au total, ces apparitions sont peu nombreuses.
À un moment peu précis entre 1160 et 1176, Amanieu IV d’Albret et Pierre de Lamotte, avec beaucoup d'hommes en armes, pillent de nombreux lieux du sud du Bordelais.
Amanieu IV d'Albret épouse Almodis ou Adelmodis, fille de Guillaume Taillefer comte d'Angoulême et sœur du comte Aymar Taillefer. C'est par ce mariage que leur fils Amanieu V est cousin germain de l'épouse de Jean sans Terre, Isabelle d'Angoulême, fille d'Aymar Taillefer. On ignore tout de la dot d'Almodis.
Amanieu IV et Almodis d'Angoulême ont au moins deux enfants :
- Amanieu V qui lui succède vers 1175[6], sans qu'on en sache plus sur cette succession[7] ;
- Pincelle, qui épouse vers 1200 Roger Ier de Fézensaguet[8]. On ne sait pas quelle dot elle a pu recevoir[9].